# Badische XI (alt)
Die Fahrzeuge der Gattung XI, ab 1868 V a, waren Güterzuglokomotiven der Großherzoglich Badischen Staatseisenbahn.
Die Maschinen waren dafür ausgelegt, einen 350-t-Zug mit 37 km/h zu ziehen. Eingesetzt wurden sie auf der Hauptbahn und der Odenwaldbahn. Auch im Mannheimer Hafen waren sie anzutreffen. Nachdem sie von leistungsfähigeren Lokomotiven von den Hauptstrecken verdrängt wurden, waren sie noch eine Zeit lang auf Nebenstrecken zu finden. Die ersten Lokomotiven wurden zwischen 1885 und 1892 ausgemustert. 18 Lokomotiven verrichteten noch bis 1897 untergeordneten Dienste. Dabei erhöhte man ihre Bahnnummer um 1000, um sie als auslaufende Gattung zu kennzeichnen. Lok Nr. 120 FRIEDRICH LIST wurde 1875 zu einer Tenderlokomotive umgebaut. Dabei wurden die Wasserkästen seitlich über den Tragfedern angeordnet.
Die Lokomotiven verfügten über einen Kessel der Bauart Crampton. Die ersten acht Lokomotiven besaßen keinen Dampfdom. Durch diese Konstruktion wurde beim Betrieb zu viel Wasser aus dem Kessel gerissen, was die Leistungsfähigkeit der Lok stark beeinträchtigte. Ab der nächsten Lieferung erhielten die Maschinen dieser Gattung wieder einen Dom. Im Gegensatz zu den übrigen badischen Lokomotiven dieser Zeit waren die Kessel dieser ersten Lieferserie relativ schmucklos gestaltet. Auf die Verwendung von Messingverzierungen hatte man verzichtet. Der Schornstein besaß eine Blechhaube, später erhielten die Loks einen Prüsmann-Schornstein. Der Rahmen war als außenliegender Füllrahmen ausgeführt.
Das Zweizylinder-Nassdampftriebwerk war außenliegend angeordnet. Der Antrieb erfolgte mittels hallscher Kurbeln, die gegabelten Treibstangen wirkten auf die erste Kuppelachse. Die einzelnen Achsen waren mit obenliegenden Blattfedern mit Ausgleichshebeln und nachstellbaren Bügeln versehen. Eine Pufferbohle besaßen die Lokomotiven nicht. Den vorderen Abschluss bildete die Vorderwanne der Rauchkammer. Die im Mannheimer Hafen eingesetzten Loks erhielten eine zusätzliche Läutevorrichtung.
Die Fahrzeuge waren mit Schlepptendern der Bauart 2 T 5,62 ausgestattet.